# Indy Eleven
Indy Eleven, é um clube da cidade de Indianápolis, Indiana. Suas cores são vermelho, azul e branco.

## História
A nova franquia de Indianápolis da NASL foi anunciado dia 16 de janeiro de 2013. Em 25 de abril foram anunciados o nome e as cores do clube. Estreou oficialmente na temporada 2014 e seu primeiro jogo foi contra o Carolina Railhawks, em um empate de 1x1 no Carroll Stadium.
Em 2016 conquistou seu título mais importante, após vencer a temporada de inverno da NASL

## Estatísticas

### Participações
|  | Participações em 2017 |

| Competição     | Competição               | Temporadas | Melhor campanha    | Estreia | Última | P | R |
| Estados Unidos | Lamar Hunt U.S. Open Cup | 4          | Quarta Fase (2014) | 2014    | 2017   |   | – |